# Vižas
Vižas (rusky Вижас) je řeka v Něneckém autonomním okruhu v Archangelské oblasti v Rusku. Je dlouhá 219 km. Plocha povodí měří 3050 km².

## Průběh toku
Odtéká z nevelkého jezera a ústí do Čošského zálivu Barentsova moře.

## Vodní režim
Zdrojem vody jsou sněhové a dešťové srážky. Průtok je částečně regulován jezery.